# The Tetris Company
The Tetris Company, Inc. (TTC) ist der Manager und Lizenzgeber für die Marke Tetris an Dritte. Das Unternehmen hat seinen Sitz in Nevada und ist im Besitz des Tetris-Erfinders Alexei Leonidowitsch Paschitnow und von Henk Rogers. Das Unternehmen ist der exklusive Lizenznehmer der Tetris Holding LLC, der Firma, die die weltweiten Tetris-Rechte besitzt.

## Geschichte
Tetris wurde 1984 von Paschitnow entwickelt. Als sich die ersten Versionen des Spiels im Ostblock verbreiteten, erregte das Interesse an einer Lizenzierung für eine kommerzielle Veröffentlichung im Westen große Aufmerksamkeit. Elektronorgtechnica (Elorg) war die sowjetische Behörde, die den Import und Export von Hardware und Software außerhalb der Sowjetunion kontrollierte. Im Rahmen der Lizenzvergabe für das Spiel erklärte sich Paschitnow bereit, Elorg für einen Zeitraum von 10 Jahren die gesamte Lizenzvergabe zu überlassen. Einer der Hauptlizenznehmer des Spiels war Bullet-Proof Software, ein Unternehmen im Besitz von Henk Rogers, mit dem Paschitnow eine Freundschaft geschlossen hatte. Nach dem Zusammenbruch der Sowjetunion wurde Elorg privatisiert.
Die Tetris Company wurde 1996 von Paschitnow und Rogers gegründet, um die weltweite Lizenzierung des Spiels zu verwalten. Der visuelle Ausdruck in den offiziellen Tetris-Spielen ist urheberrechtlich geschützt und gehört der Tetris Holding, LLC, dem Unternehmen, in das Paschitnow seine Tetris-Rechte eingebracht hat. Die Tetris Company vergibt Lizenzen für die Tetris-Marke (die auch Tetris-Markenzeichen enthält, wie z. B. die markanten bunten Blöcke und das vertikal rechteckige Spielfeld) an Videospielentwicklungsfirmen und unterhält eine Reihe von Richtlinien, die jedes lizenzierte Spiel erfüllen muss. Ursprünglich war Elorg ein Partner der Tetris Company, bis Rogers und Paschitnow Elorgs verbleibende Rechte um 2005 herum kauften.
Die Tetris Company hat auch Lizenzen an Dritte für die Herstellung anderer Produkte wie Grußkarten und Lotterielose vergeben.

## Juristische Durchsetzung
TTC erregte in den späten 1990er Jahren Aufmerksamkeit, als es versuchte, Freeware- und Shareware-Klone von Tetris vom Markt zu entfernen, indem es Unterlassungserklärungen verschickte, in denen es sowohl Marken- als auch Urheberrechtsverletzungen geltend machte.
Die Entwickler von Tetris-Klonen behaupteten, dass das Unternehmen keine gültige Rechtsgrundlage habe, um Tetris-Spiele einzuschränken, die nicht gegen die Marke Tetris verstoßen, da urheberrechtliche „Look-and-Feel“-Klagen in der Vergangenheit vor Gericht keinen Bestand hatten (Lotus vs. Borland) und weil in den Erklärungen keine Patentansprüche erhoben wurden.
Im August 2008 entfernte Apple Tris, einen Klon von Tetris, aus seinem App Store. Im März 2009 verklagte die Tetris Company BioSocia, den Betreiber des Spieleportals OMGPOP, weil eines seiner Multiplayer-Spiele, Blockles, Tetris zu ähnlich war. Im September 2009 entfernte OMGPOP das Spiel von der Website und ersetzte es durch eine Alternative, die die Entwickler auf der Grundlage von Puyo Puyo entwickelt hatten.
Im Mai 2010 schickten Anwälte, die die Tetris Company vertraten, Google eine Mitteilung über die Verletzung des Digital Millennium Copyright Act in Bezug auf Tetris-Klone, die für Android verfügbar waren. Google reagierte daraufhin und entfernte die 35 in der Mitteilung aufgeführten Spiele, obwohl sie nach Angaben eines Entwicklers keine Hinweise auf Tetris enthielten.
Im Februar 2011 machte die Tetris Company weiterhin Urheberrechtsansprüche gegen unabhängig entwickelte Tetris-Klone geltend, insbesondere gegen Tetrada auf dem Windows-Phone-7-Marktplatz. Der Entwickler Mario Karagiannis wies die Klagen wegen Urheberrechtsverletzung mit der Begründung zurück, dass das Urheberrecht sich nicht auf die Gestaltung des Spiels beziehe, entfernte das Spiel aber dennoch mit der Begründung, dass ihm die Mittel fehlten, um gegen das zu kämpfen, was er als „Mobbing“ bezeichnete.
Ein Richter des US-Bezirksgerichts entschied im Juni 2012, dass der Tetris-Klon Mino von Xio Interactive die Urheberrechte der Tetris Company verletzte, indem er Elemente wie die Abmessungen des Spielfelds und die Form der Blöcke nachahmte.
Im April 2021 erstellte ein YouTuber namens JDH ein Betriebssystem, auf dem nur Tetris läuft. Zwei Monate später wurde sein GitHub-Repository von der Tetris Company aufgrund von Urheberrechtsverletzungen offline genommen.